# Lijst van burgemeesters van Waver
Dit is een lijst van burgemeesters van de stad Waver.

## Burgemeesters
| Periode | Periode    | Burgemeester                    | Partij |
| ------- | ---------- | ------------------------------- | ------ |
|         | 1842–1850  | François-Xavier-Joseph Fortamps |        |
|         | 1927-1937  | Alfred Leurquin                 | PRL    |
|         | 1937-1941  | Henri Lepage                    | POB    |
|         | 1941-1944  | Alphonse Bosch                  | POB    |
|         | 1946-1947  | Jean-Baptiste Junion            | PRL    |
|         | 1947-1949  | Alfred Leurquin                 | PRL    |
|         | 1949-1953  | Robert Fernand Hulet            | PRL    |
|         | 1953-1976  | Justin Peeters                  | PSB    |
|         | 1977-1983  | Robert Fernand Hulet            | PRL    |
|         | 1983-2006  | Charles Aubecq                  | PRL    |
|         | 2006-2014  | Charles Michel                  | MR     |
|         | 2014-2022  | Françoise Pigeolet              | MR     |
|         | 2022-2024  | Anne Masson                     | MR     |
|         | 2024-heden | Benoît Thoreau                  | LE     |

Brussels Hoofdstedelijk Gewest:
Anderlecht · 
Brussel

Vlaanderen:
Aalst · 
Aarschot · 
Antwerpen · 
 Asse · 
Beernem · 
Bertem · 
Blankenberge · 
Brugge · 
Damme · 
De Haan · 
De Panne · 
Deerlijk · 
Deinze · 
Eeklo · 
Evergem · 
Galmaarden · 
Geraardsbergen · 
Gent · 
Halle · 
Hasselt · 
Herent · 
Herk-de-Stad · 
Herzele · 
Heusden-Zolder · 
Houthalen-Helchteren · 
Ichtegem · 
Kaprijke · 
Knokke-Heist · 
Kortemark · 
Kortenberg · 
Kortrijk · 
Leuven · 
Lichtervelde · 
Lievegem · 
Lokeren · 
Maldegem · 
Mechelen · 
Moerbeke-Waas · 
Ninove · 
Oostende · 
Oostkamp · 
Poperinge · 
Roeselare · 
Ronse · 
Sint-Lievens-Houtem · 
Sint-Niklaas · 
Sint-Truiden · 
Temse · 
Tielt · 
Tienen · 
Tongeren · 
Torhout · 
Veurne · 
Waregem · 
Wellen · 
Wetteren · 
Wichelen · 
Zaventem · 
Zedelgem · 
Zele · 
Zonhoven · 
Zottegem

Wallonië: 
Charleroi · 
's-Gravenbrakel · 
Morlanwelz · 
Ophain-Bois-Seigneur-Isaac · 
Waver